# Discografia di Paris Hilton
La discografia di Paris Hilton, socialite, modella e cantante pop statunitense, comprende due album in studio, ventitre singoli e oltre trenta video musicali.

## Album in studio
Album in studio
| Anno                                                                          | Titolo | Posizione massima | Posizione massima | Posizione massima | Posizione massima | Posizione massima | Posizione massima | Posizione massima | Posizione massima | Posizione massima | Posizione massima | Certificazioni |
| Anno                                                                          | Titolo | US                | AUS               | AUT               | CAN               | GER               | IRE               | NL                | SWE               | SWI               | UK                | Certificazioni |
| ----------------------------------------------------------------------------- | --- | ----------------- | ----------------- | ----------------- | ----------------- | ----------------- | ----------------- | ----------------- | ----------------- | ----------------- | ----------------- | -------------- |
| 2006                                                                          | Paris - Pubblicato: 14 agosto 2006 - Etichetta: Warner - Formato: CD, LP, DVD, download digitale, streaming           | 6                 | 24                | 9                 | 4                 | 18                | 27                | 28                | 6                 | 7                 | 29                |                |
| 2024                                                                          | Infinite Icon - Pubblicato: 6 settembre 2024 - Etichetta: 11:11 Media - Formato: CD, LP, download digitale, streaming | 38                | —                 | —                 | —                 | —                 | —                 | —                 | —                 | —                 | —                 |                |
| "—" indica una pubblicazione non classificata o non pubblicata in quel paese. | |                   |                   |                   |                   |                   |                   |                   |                   |                   |                   |                |

Album di Remix
| Anno                                                                          | Titolo | Posizione massima | Posizione massima | Posizione massima | Posizione massima | Posizione massima | Posizione massima | Posizione massima | Posizione massima | Posizione massima | Posizione massima | Certificazioni |
| Anno                                                                          | Titolo | US                | AUS               | AUT               | CAN               | GER               | IRE               | NL                | SWE               | SWI               | UK                | Certificazioni |
| ----------------------------------------------------------------------------- | --- | ----------------- | ----------------- | ----------------- | ----------------- | ----------------- | ----------------- | ----------------- | ----------------- | ----------------- | ----------------- | -------------- |
| 2025                                                                          | Infinite Icon: The Remies - Pubblicato: 30 maggio 2025 - Etichetta: 11:11 Media - Formato: download digitale, streaming | —                 | —                 | —                 | —                 | —                 | —                 | —                 | —                 | —                 | —                 |                |
| "—" indica una pubblicazione non classificata o non pubblicata in quel paese. | |                   |                   |                   |                   |                   |                   |                   |                   |                   |                   |                |

## Singoli

### Come artista principale
| Anno                                                                          | Titolo                                              | Posizione massima | Posizione massima | Posizione massima | Posizione massima | Posizione massima | Posizione massima | Posizione massima | Posizione massima | Posizione massima | Posizione massima | Certificazioni                  | Album di provenienza    |
| Anno                                                                          | Titolo                                              | US                | US Dance          | AUS               | BEL               | DEN               | GER               | IRE               | NL                | SWE               | UK                | Certificazioni                  | Album di provenienza    |
| ----------------------------------------------------------------------------- | --------------------------------------------------- | ----------------- | ----------------- | ----------------- | ----------------- | ----------------- | ----------------- | ----------------- | ----------------- | ----------------- | ----------------- | ------------------------------- | ----------------------- |
| 2006                                                                          | Stars Are Blind                                     | 18                | 1                 | 7                 | 18                | 5                 | 7                 | 4                 | 20                | 3                 | 5                 | - US: Oro - DEN: Oro - SWE: Oro | Paris                   |
| 2006                                                                          | Turn It Up                                          | —                 | 1                 | —                 | —                 | —                 | —                 | —                 | –                 | —                 | —                 |                                 | Paris                   |
| 2006                                                                          | Nothing in This World                               | —                 | 12                | 32                | 46                | —                 | 34                | 38                | 84                | 36                | 55                |                                 | Paris                   |
| 2007                                                                          | Screwed                                             | —                 | —                 | —                 | —                 | —                 | —                 | —                 | —                 | —                 | —                 |                                 | Paris                   |
| 2008                                                                          | Zydrate Anatomy (con Terrance Zdunich e Alexa Vega) | —                 | —                 | —                 | —                 | —                 | —                 | —                 | —                 | —                 | —                 |                                 | Repo! The Genetic Opera |
| 2013                                                                          | Good Time (feat. Lil Wayne)                         | —                 | 18                | —                 | —                 | —                 | —                 | —                 | —                 | —                 | —                 |                                 | /                       |
| 2014                                                                          | Come Alive                                          | —                 | —                 | —                 | —                 | —                 | —                 | —                 | —                 | —                 | —                 |                                 | /                       |
| 2015                                                                          | High Off My Love (feat. Birdman)                    | —                 | 3                 | —                 | —                 | —                 | —                 | —                 | —                 | —                 | —                 |                                 | /                       |
| 2018                                                                          | I Need You                                          | —                 | 32                | —                 | —                 | —                 | —                 | —                 | —                 | —                 | —                 |                                 | /                       |
| 2019                                                                          | Lone Wolves (con Mattn)                             | —                 | —                 | —                 | 59                | —                 | —                 | —                 | —                 | —                 | —                 |                                 | /                       |
| 2020                                                                          | I Blame You (con Lodato)                            | —                 | —                 | —                 | —                 | —                 | —                 | —                 | —                 | —                 | —                 |                                 | /                       |
| 2022                                                                          | Stars Are Blind (Paris' Version) (feat. Kim Petras) | —                 | —                 | —                 | —                 | —                 | —                 | —                 | —                 | —                 | —                 |                                 | /                       |
| 2023                                                                          | Hot One                                             | —                 | —                 | —                 | —                 | —                 | —                 | —                 | —                 | —                 | —                 |                                 | /                       |
| 2024                                                                          | I'm Free (con Rina Sawayama)                        | —                 | —                 | —                 | —                 | —                 | —                 | —                 | —                 | —                 | —                 |                                 | Infinite Icon           |
| 2024                                                                          | Chasin (feat. Meghan Trainor)                       | —                 | —                 | —                 | —                 | —                 | —                 | —                 | —                 | —                 | —                 |                                 | Infinite Icon           |
| 2024                                                                          | BBA (feat. Megan Thee Stallion)                     | —                 | —                 | —                 | —                 | —                 | —                 | —                 | —                 | —                 | —                 |                                 | Infinite Icon           |
| 2024                                                                          | ADHD                                                | —                 | —                 | —                 | —                 | —                 | —                 | —                 | —                 | —                 | —                 |                                 | Infinite Icon           |
| 2024                                                                          | Without Love (feat. María Becerra)                  | —                 | —                 | —                 | —                 | —                 | —                 | —                 | —                 | —                 | —                 |                                 | Infinite Icon           |
| 2025                                                                          | Adored                                              | —                 | —                 | —                 | —                 | —                 | —                 | —                 | —                 | —                 | —                 |                                 | Infinite Icon           |
| "—" indica una pubblicazione non classificata o non pubblicata in quel paese. |                                                     |                   |                   |                   |                   |                   |                   |                   |                   |                   |                   |                                 |                         |

### Come artista ospite
| Anno                                                                          | Titolo                                                                    | Posizione massima | Posizione massima | Posizione massima | Posizione massima | Posizione massima | Posizione massima | Posizione massima | Posizione massima | Posizione massima | Posizione massima | Certificazioni | Album di provenienza    |
| Anno                                                                          | Titolo                                                                    | US                | US Dance          | AUS               | BEL               | DEN               | GER               | IRE               | NL                | SWE               | UK                | Certificazioni | Album di provenienza    |
| ----------------------------------------------------------------------------- | ------------------------------------------------------------------------- | ----------------- | ----------------- | ----------------- | ----------------- | ----------------- | ----------------- | ----------------- | ----------------- | ----------------- | ----------------- | -------------- | ----------------------- |
| 2019                                                                          | B.F.A. (Best Friend's Ass) (Dimitri Vegas & Like Mike feat. Paris Hilton) | —                 | —                 | —                 | —                 | 75                | —                 | —                 | —                 | —                 | —                 |                | /                       |
| 2021                                                                          | Melting (Electric Polar Bears feat. Paris Hilton)                         | —                 | —                 | —                 | —                 | —                 | —                 | —                 | —                 | —                 | —                 |                | /                       |
| 2021                                                                          | Pickle (Nervo feat. Tinie Tempah e Paris Hilton)                          | —                 | —                 | —                 | —                 | —                 | —                 | —                 | —                 | —                 | —                 |                | /                       |
| 2023                                                                          | Lighter (Steve Aoki feat. Paris Hilton)                                   | —                 | —                 | —                 | —                 | —                 | —                 | —                 | —                 | —                 | —                 |                | Hiroquest: Double Helix |
| "—" indica una pubblicazione non classificata o non pubblicata in quel paese. |                                                                           |                   |                   |                   |                   |                   |                   |                   |                   |                   |                   |                |                         |

### Singoli promozionali
| Anno | Titolo                            | Album di provenienza      |
| ---- | --------------------------------- | ------------------------- |
| 2008 | My BFF                            | Paris Hilton's My New BFF |
| 2021 | Zest (Better Than Sex)            | Cooking with Paris        |
| 2021 | That's Hot (Come Into My Kitchen) | Cooking with Paris        |

## Collaborazioni
| Anno | Titolo                                        | Album di provenienza |
| ---- | --------------------------------------------- | -------------------- |
| 2023 | All She Wants (Kim Petras feat. Paris Hilton) | Problématique        |
| 2024 | Fame Won't Love You (Sia feat. Paris Hilton)  | Reasonable Woman     |

## Videografia

### Come artista musicale
| Anno | Titolo                      | Regista              |
| ---- | --------------------------- | -------------------- |
| 2006 | Stars Are Blind             | Chris Applebaum      |
| 2006 | Nothing in This World       | Scott Speer          |
| 2006 | Jealously                   | Adria Petty          |
| 2008 | Paris for President         | Chris Applebaum      |
| 2012 | Drunk Text                  | Jonathan Lia         |
| 2013 | Good Time                   | Hannah Lux Davis     |
| 2014 | Never Be Alone              | Solmaz Saberi        |
| 2014 | Come Alive                  | Hannah Lux Davis     |
| 2015 | High Off My Love            | Hannah Lux Davis     |
| 2018 | I Need You                  | Chris Zylka          |
| 2019 | B.F.A. (Best Friends's Ass) | Charlotte Rutherford |
| 2019 | Lone Wolves                 | J. A. Moreno         |
| 2021 | Heartbeat                   | Etienne Ortega       |
| 2021 | Electric                    | Stephen Sorace       |
| 2021 | Pickle                      | Nervo                |
| 2023 | Ligher                      | Max & Madison        |

### Cameo in video di altri artisti
| Anno | Titolo                   | Artista/i                                              | Regista              |
| ---- | ------------------------ | ------------------------------------------------------ | -------------------- |
| 2002 | Honey Bunny              | Vincent Gallo                                          | Vincent Gallo        |
| 2004 | Just Lose It             | Eminem                                                 | Philip G. Atwell     |
| 2004 | Caught Up in the Rapture | Won-G                                                  | /                    |
| 2010 | SuperMartXé VIP          | Juanjo Martin                                          | Nano Barea           |
| 2012 | Nothing                  | Kim Jang-hoo                                           | Mr. Kyu              |
| 2013 | Tapout                   | Rich Gang, Nicki Minaj, Lil Wayne, Mack Maine e Future | Hannah Lux Davis     |
| 2017 | Senza pagare             | J-Ax e Fedez                                           | Mauro Russo          |
| 2017 | Sorry Not Sorry          | Demi Lovato                                            | Hannah Lux Davis     |
| 2017 | I Don't Want It At All   | Kim Petras                                             | Charlotte Rutherford |
| 2018 | Lil One                  | Young Thug                                             | Be El Be             |
| 2018 | Flowers                  | Gabi DeMartino                                         | Aaron Grasso         |
| 2020 | Malibu                   | Kim Petras                                             | /                    |
| 2020 | Cum                      | Brooke Candy, Iggy Azalea                              | Dejan Jovanovic      |
| 2022 | Substance                | Demi Lovato                                            | Cody Critcheloe      |
| 2023 | Hands on Me              | Jason Derulo, Meghan Trainor                           | Daniel Russell       |